# Emilio Ucar
Emilio Ucar (* 1910; † 1984) war ein uruguayischer Dichter.
Er wird zur Gruppe der Generación del 45 gezählt, der etwa Schriftsteller wie etwa Mario Benedetti, Juan Carlos Onetti, Ángel Rama oder Idea Vilariño angehörten. Ucar bildete gemeinsam mit José Carmona Blanco und Ernesto Moya die Redaktion der Zeitschrift "Deslinde".

## Veröffentlichungen
- Girasol (1944)
- Se asesina la flor (1946)
- El gran parto, trece niños de lana se escarban la nariz (1948), Roman, gemeinsam mit Cristóbal D. Otero und Ernesto Maya
- Eugen Relgis entre nosotros (1950), Artikel, veröffentlicht in Resalto – Nr. 3, S. 49–55
- Hoy, cada día (1960)